# 2A3 Kondensator 2P
El 2A3 Kondensator 2P (en ruso: 2А3 «Конденсатор» - "Condensador" o "Capacitor") fue un cañón autopropulsado soviético de 406 mm. 2A3 es su designación GRAU.

## Desarrollo
El 2A3 se originó durante la Guerra Fría como respuesta a la nueva doctrina táctica de la "división pentómica" de Estados Unidos que ponía énfasis en el uso de armas nucleares incluyendo la artillería nuclear. El cañón M65 fue introducido en 1952 y desplegado en Alemania en 1953. La Unión Soviética inició su propio programa para desarrollar un cañón autopropulsado de 406 mm con capacidad para disparar proyectiles nucleares, designado Objekt 271.
La Oficina de Diseño de Grabin completó el sistema de artillería en 1955. El chasis del Objekt 271 fue completado poco después por la Oficina de Diseño Kotlin en Leningrado. El sistema unificado recibió la designación militar industrial 2A3 y fue completado en 1956 en la fábrica Kírov en Leningrado. La producción total alcanzó sólo cuatro vehículos.
Observadores occidentales pudieron verlo por primera vez durante la parada de 1957 en la Plaza Roja. Inicialmente, los observadores pensaron que el arma era una maqueta creada para un efecto disuasorio.
El Kondensator tuvo una vida de servicio excepcionalmente corta. Siguiendo a un periodo de extensas pruebas, las armas fueron asignadas a la reserva del Alto Mando de Artillería, quien lo tuvo en servicio hasta que las reformas militares de Nikita Khrushchev fueron promulgadas, favoreciendo a los más efectivos sistemas de misiles por sobre la artillería superpesada y tanques pesados de la era estalinista.
Los cuatro Kondensator fueron retirados a mediados de la década de 1960. Un ejemplar se encuentra en exhibición en el Museo Central de las Fuerzas Armadas en Moscú.